# يوسكي كوباياشي
يوسكي كوباياشي (小林裕介 كوباياشي يوسكي) هو مؤدي أصوات ياباني ولد في 25 مارس 1985 في طوكيو.

## أدواره في الأنمي

### مسلسلات أنمي تلفزيونية
- لعبة داروين - كانامي سودو[5]
- أسطورة أرسلان - أرسلان
- أسطورة أرسلان: رقصة الرياح المغبرة - أرسلان
- يونا فتاة الفجر - سو-وون
- شوكوغكي نو سوما - زينجي ماروي
- شوكوغكي نو سوما: الطبق الثاني - زينجي ماروي
- شوكوغكي نو سوما: الطبق الثالث - زينجي ماروي
- رايلغان معينة خاصة بالعلم S - شونيتشي كوساكو
- سيليكتور إنفكتد ويكروس - كازوكي كوريباياشي
- سيليكتور سبريد ويكروس - كازوكي كوريباياشي
- كنز نانانا ريوغاجو - سانادا
- وتش كرافت ووركس - هونوكا تاكاميا
- آرجيفولون - تسوباسا يامانامي
- شيروباكو - دايسكي هيراوكا
- سترايك ذا بلاد - تاكاشيميزو
- كوميت لوسيفر - سوغو أماغي
- بوبوكي بورانكي - أزوما كازوكي
- بوبوكي بورانكي: عمالقة الكوكب - أزوما كازوكي
- ري:بداية الحياة في عالم آخر من نقطة الصفر - سوبارو ناتسوكي
- برينس أوف سترايد ألترنيتيف - كاورو شيشيبارا
- دايز - غينيتشيرو تايرا
- أول آوت!! - سيكيتو كيريشيما
- ملحمة تانيا الآثمة - غرانتز
- كوزو نو هونكاي - تاكويا تيراوتشي
- فوكا - يو هارونا
- قصص فتيات الديمي - يوسكي ساتاكي
- شيمونتا - تانوكيتشي أوكوما
- دايف!! - ساتشيا يوشيدا
- هاكاتا تونكوتسو رامنز - سايتو
- فيت/أبوكريفا - كاوليس فورفيدج يغدميلينيا
- جاندام بيلد دايفرز - ريكو ميكامي
- توكين رانبو: هانامارو: الموسم الثاني - شينانو توشيرو
- أنغولموا: غزو المغول - دوين
- حفيد الحكيم - شين وولفورد
- دكتور ستون - سينكو
- فريق الإطفاء الناري - آرثر بويل
- يوغي يو! سيفينز - كيزو
- حلقت فجلبت فتاة مدرسة ثانوية إلى المنزل. - هاشيموتو
- كوتشوكي - أودا نوبوناغا
- عباقرة الثانوية يعيشون بسهولة في العالم الآخر - تسوكاسا ميكوغامي

### أنمي الإنترنت
- مونستر سترايك - رين هومورا
- آيكو: إنكارنيشن - يويا كانزاكي

### أوفا أنمي
- ري:بداية الحياة في عالم آخر من نقطة الصفر Memory Snow - سوبارو ناتسوكي
- ري:بداية الحياة في عالم آخر من نقطة الصفر: رابط الجليد - سوبارو ناتسوكي

### أفلام أنمي
- سيليكتور دستراكتد ويكروس - كازوكي كوريباياشي
- مونستر سترايك ذا موفي: إلى مكان البداية - رين هومورا
- فيلم ملحمة تانيا الآثمة - غرانتز

## أدواره في ألعاب الفيديو
- أرسلان: ذا واريورز أوف ليجند - أرسلان
- برينس أوف سترايد - كاورو شيشيبارا، تيرومي نيشيدا
- ري:بداية الحياة في عالم آخر من نقطة الصفر DEATH OR KISS - سوبارو ناتسوكي
- فاير إمبلم: ثري هاوسيس - بايليث (الذكر)
- سوبر سماش برذرز ألتميت - بايليث (الذكر)
- شوكوغيكي نو سوما: طبق الصداقة والروابط - زينجي ماروي

## وصلات خارجية
- يوسكي كوباياشي على موقع IMDb (الإنجليزية)
- يوسكي كوباياشي على موقع ميوزك برينز (الإنجليزية)
- يوسكي كوباياشي على موقع قاعدة بيانات الفيلم (الإنجليزية)
- يوسكي كوباياشي على موقع كينوبويسك (الروسية)
- يوسكي كوباياشي على موقع ANN person (الإنجليزية)